# Malum in se
Malum in se (flertal: mala in se, dansk: ondskab i sig (selv)) er et latinsk begreb, der bruges om handlinger der anses som moralsk forkerte i sig selv, uafhængigt af om de kriminaliseres ved lovgivning. Disse betegnes mala in se-forbrydelser og står overfor mala prohibita-forbrydelser der alene anses som forkerte på grund af deres kriminalisering.
Ofte anvendte eksempler på mala in se-forbrydelser er krænkelser af kropslig integritet såsom mord og voldtægt.
I common law-jurisdiktioner er sondringen mellem mala in se og mala prohibita-forbrydelser ikke blot filosofisk, men af retlig betydning. I amerikansk ret har sondringen således både betydning for de krav der stilles til strafferetlig tilregnelse og for forbrydelsers klassificering og den heraf følgende ret til jury-medvirken ved straffesagen.